# Амброаз Лиебо
Амброаз-Огюст Лиебо (на френски: Ambroise-Auguste Liébeault) е френски лекар, създател на школата от Нанси.

## Научна дейност
Лиебо прекарва по-голямата част от живота си в провинциите на Франция. Докато е бил в медицинското училище, наблюдава няколко пъти хипноза. Работата му и тази на английския лекар Джеймс Брад бележат уникално събитие в историята на психологията и медицината. Хипнозата е не само нов начин за лекуване на хора с определени заболявания, но слага началото на психотерапията.
През 1882 г. Лиебо се запознава с Иполит Бернхайм – много известен лекар по онова време. Лекувайки пациентите с хипноза, те стават известни като Школата от Нанси, съревноваваща се с друга школа в Париж, оглавявана от Жан Шарко, която също използва хипнотична техника.
Лиебо и Бернхайм използват метода на сугестиране на заспиване, за да предизвикат хипнотичен транс. Докато са под хипноза, на пациентите се представят нови нагласи и убеждения, които те приемат, без да ги поставят под въпрос. По този начин им се казва, че ще бъдат добре и ще се отърват от болестните си симптоми, като функционална слепота, глухота, парализа. При някои хора симптомите се възобновявали и хипнотичната сугестия имала само преходно влияние. В други случаи обаче лечението, изглежда, било окончателно.